# 鄭宣
鄭宣（1462年—？），字士達，浙江處州府麗水縣人，民籍，明朝政治人物。

## 生平
弘治五年（1492年）壬子科浙江鄉試第十一名舉人。弘治六年（1493年）中式癸丑科會試第二百八十八名，三甲第七十四名進士。擢授監察御史，正德元年（1506年）八月以风雷之变上言三事，因巡按湖广无所举劾，五年（1510年）三月降任兴化府推官，七月以挪用庫銀事仍降二级。累升主事，六年正月升江西按察司佥事，七年從都御史陈金剿灭馀干姚源洞贼，後致仕。十一年五月以江西破姚源贼之功，进布政司右参议，仍致仕。

## 家族
曾祖鄭仲玉；祖父鄭景惇；父鄭伯浩，義官。母王氏。具庆下。兄鄭宏。